# Cantone di Bléneau
Il cantone di Bléneau era una divisione amministrativa dell'arrondissement di Auxerre nella regione francese della Borgogna.
È stato soppresso a seguito della riforma complessiva dei cantoni del 2014, che è entrata in vigore con le elezioni dipartimentali del 2015.
Comprendeva i comuni di:
- Bléneau
- Champcevrais
- Champignelles
- Rogny-les-Sept-Écluses
- Saint-Privé
- Tannerre-en-Puisaye
- Villeneuve-les-Genêts